# 212省道 (安徽省)
安徽212省道，全称程家市-螺百公路，简称程螺路，是安徽省的一条纵向干线公路。 212省道起于全椒县二郎口镇程家市 沪霍线，终于鸠江区沈巷镇螺百。途经全椒县二郎口镇程家市，和县善厚镇、西埠镇、功桥镇，鸠江区沈巷镇螺百。